# Espe

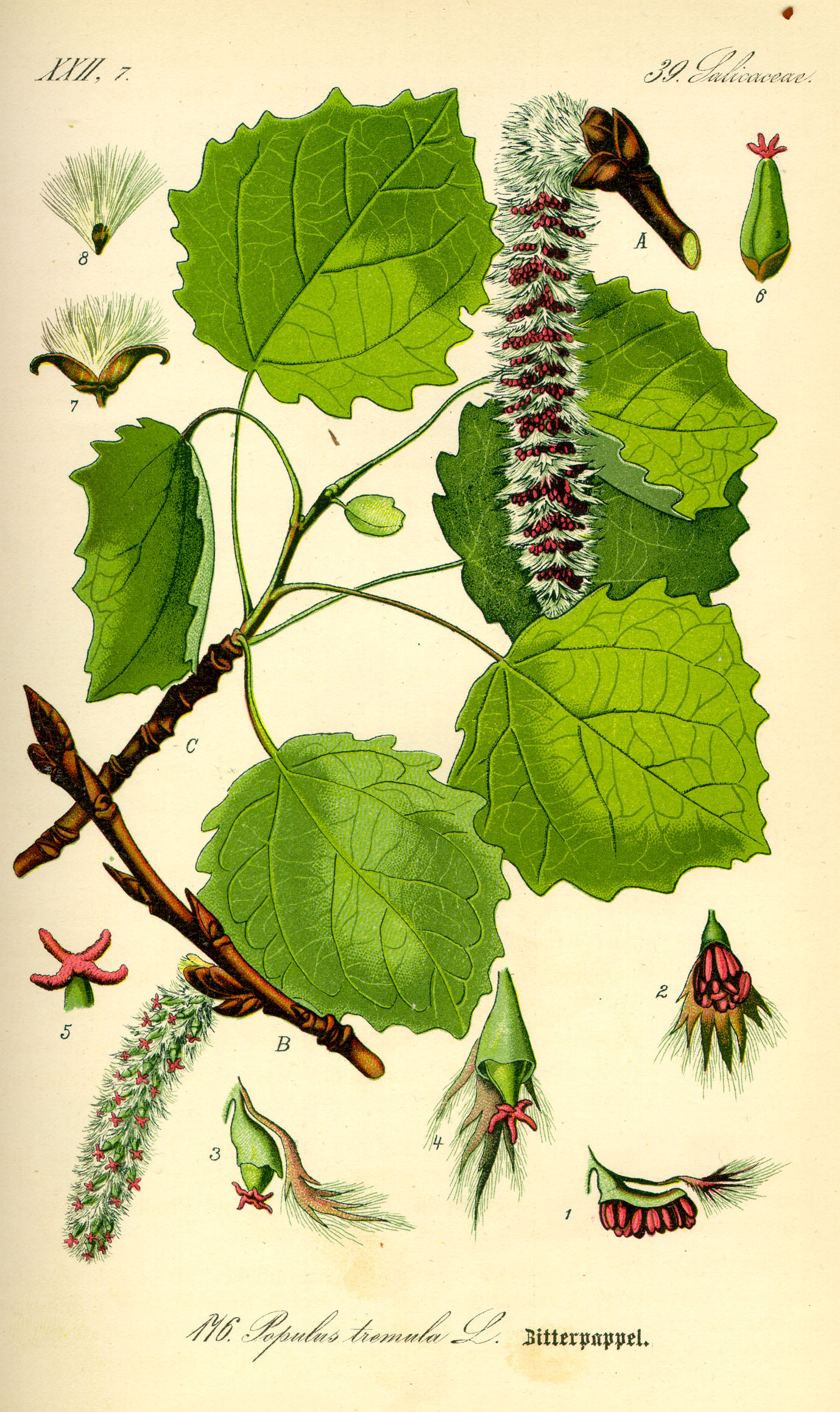
Illustration

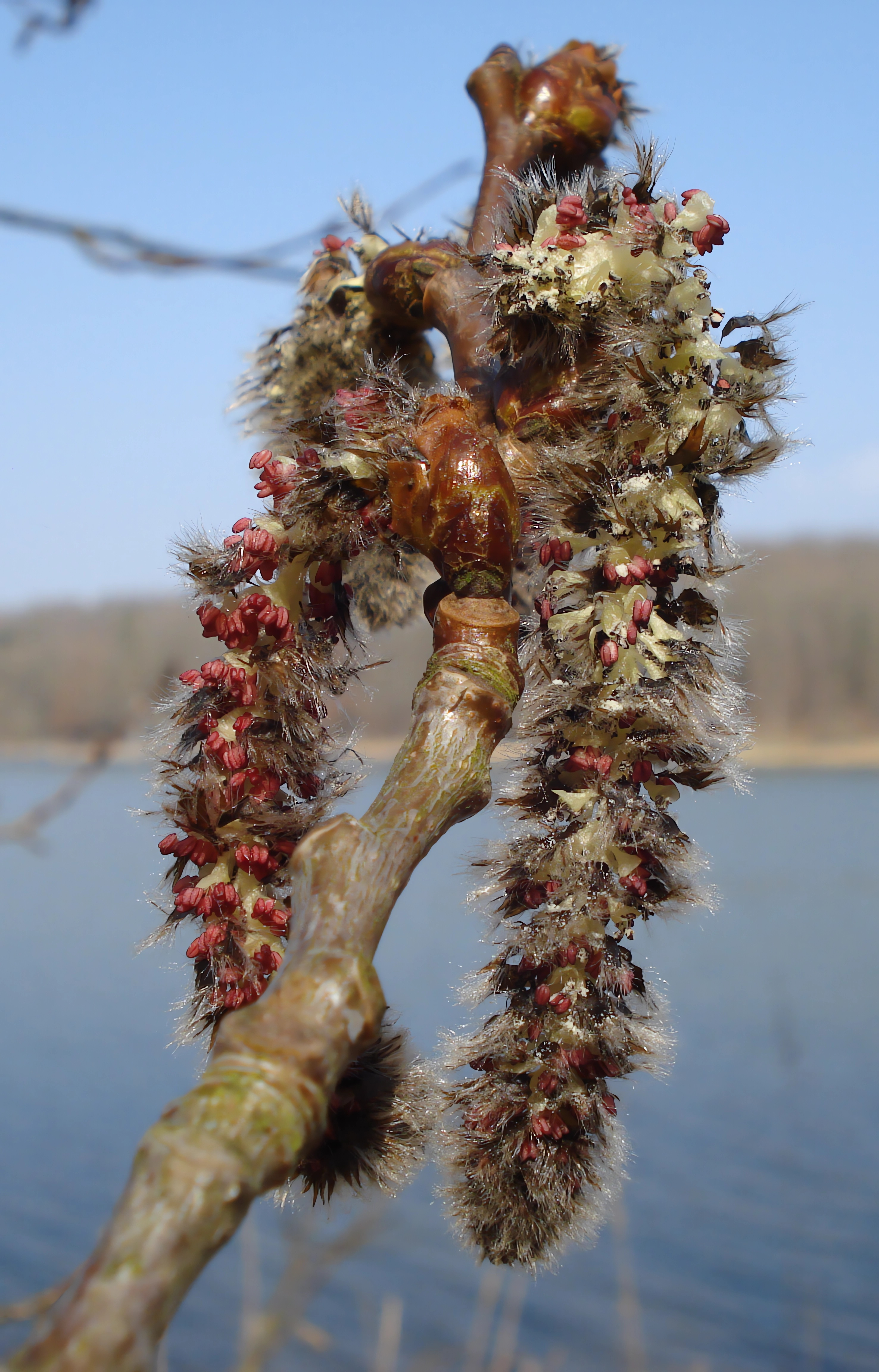
Männliche Kätzchen

Espenblattkreuz im redenden Wappen von Espenau

Die Espe, Aspe oder Zitterpappel (Populus tremula) ist eine Pflanzenart aus der Gattung der Pappeln (Populus). Im weiteren Sinne werden neben der Europäischen Zitterpappel auch die Grobzähnige Zitterpappel (Populus grandidentata) und die Amerikanische Zitterpappel (Populus tremuloides) als Espen bezeichnet.
Die Zitterpappel ist eine Pionierbaumart in der natürlichen Sukzession, die eine gestörte Fläche für andere, folgende Baumarten erschließbar macht. Die Art kann sich gut an veränderte Bedingungen anpassen und ist widerstandsfähig. Dies ist durch die im Zuge des Klimawandels zu erwartenden zunehmenden Störungen der Wälder von großer Wichtigkeit. Des Weiteren sorgt sie für eine hohe Vielfalt von Arten in Waldgebieten. Diese Punkte machen die Zitterpappel für die Forstwirtschaft interessant.

## Beschreibung
Je nach Vorkommensgebiet erreicht die Espe als Baum eine Wuchshöhe von meist 20, selten auch bis 35 Metern. Der Stammdurchmesser erreicht 1 Meter. In Mitteleuropa gehört die Espe zu den am schnellsten wachsenden Baumarten. Diese Art erreicht ein Durchschnittsalter von etwa 100 Jahren, wobei ihr Wachstum bereits mit 60 Jahren abgeschlossen ist. Die Espe zeichnet sich durch einen vollholzigen, gewöhnlich geraden oder nur leicht geneigten Stamm aus. In jungen Jahren besitzt sie eine lockere und lichte Krone. Im mittleren Alter entwickelt die Krone einen eher kegelförmigen Wuchs. Die Krone älterer Exemplare ist oft mehrteilig und breit-rundlich bis unregelmäßig ausgestaltet. Die Espe legt primär eine Pfahlwurzel an und bildet später kräftige Hauptseitenwurzeln aus.
Die Rinde der jüngeren Espe ist glatt und gelbbraun und mit großen, rautenförmigen Korkwarzen versehen. Die Borke älterer Bäume nimmt eine dunkelgraue Färbung an und bildet Längsrisse aus.
Die Blattknospen sind gelb bis dunkelbraun. Die Espe hat rundliche Laubblätter mit einem relativ langen Blattstiel, der seitlich abgeplattet ist. Deshalb bewegen sich die Blätter schon bei sehr geringem Wind charakteristisch (daher der Name Zitterpappel oder auch die Redewendung „wie Espenlaub zittern“). Die frischen Austriebe sind kupferbraun und noch bis Ende Mai rötlich getönt; die Herbstfärbung ist rein goldgelb.
Die Espe ist zweihäusig, das heißt weibliche und männliche Blüten kommen auf getrennten Bäumen vor. Männliche Bäume tragen die dicken und graubraunen Kätzchen in sehr großer Anzahl; sie sind Mitte März beim Stäuben gelblich, später braun. Die männlichen Kätzchen fallen nach dem Abblühen ziemlich schnell vom Baum ab. Die weiblichen Bäume tragen grüne, 4 mal 0,5 cm große Kätzchen mit rötlichen Tragblättern und grauen Haaren. Diese weiblichen Kätzchen werden bis Mitte Mai durch das Aufspreizen der vielen zweiklappigen Kapseln weißwollig und die zart behaarten Samen fliegen bald darauf, vom Wind getragen, davon.
Die Chromosomenzahl beträgt 2n = 38, aber auch 19 oder 57.

## Ökologie
Als typische Lichtholzart kann sich die Espe in ihrem eigenen Schatten nicht mehr verjüngen. Daher verbreitet sie sich durch Anemochorie, also durch den Wind. Durch Wurzelbrut entstehen im Nieder- und Mittelwaldbetrieb Gruppen von dicht zusammenstehenden Stämmen. Diese Fähigkeit hilft dem Baum in der Natur, sich nach Waldbränden zu regenerieren. Im Gegensatz zur Amerikanischen Zitterpappel bildet die Europäische Zitterpappel aber nicht von selbst größere Kolonien durch Wurzelbrut.
Am Ansatz der Blattstiele finden sich extraflorale Nektarien.

## Bedeutung als Futterpflanze (Auswahl)
Die Zitterpappel oder Espe ist eine der wichtigsten Futterpflanzen der in Mitteleuropa heimischen Schmetterlinge. So leben etwa die Raupen von attraktiven und (stark) gefährdeten Tagfaltern, wie die des Großen Eisvogels, des Großen Fuchs und des Kleinen Schillerfalters an diesem Baum, wobei die größte Bedeutung den noch strauchförmigen Jungbäumen entlang von Wegen und an Waldrändern zukommt. Aus Gründen der Biodiversität (biologische Vielfalt) sollte unbedingt auf die Rodung dieser Sträucher verzichtet werden. Folgende Schmetterlinge entwickeln sich an der Espe (Zitterpappel):
- Augen-Eulenspinner (Tethea ocularis)
- Birken-Porzellanspinner (Pheosia gnoma)
- Blaues Ordensband (Catocala fraxini)
- Bleich-Gelbeule (Xanthia icteritia)
- Dromedar-Zahnspinner (Notodonta dromedarius)
- Erlen-Rindeneule (Acronicta alni)
- Erpelschwanz-Raufußspinner (Clostera curtula)
- Großer Eisvogel (Limenitis populi)
- Großer Fuchs (Nymphalis polychloros)
- Großer Gabelschwanz (Cerura vinula)
- Großkopf-Rindeneule (Acronicta megacephala)
- Hermelinspinner (Cerura erminea)
- Hornissen-Glasflügler (Sesia apiformis)
- Kamel-Zahnspinner (Ptilodon capucina)
- Kleine Eichenglucke (Phyllodesma tremulifolia)
- Kleine Pappelglucke (Paecilocampa populi)
- Kleiner Schillerfalter (Apatura ilia)
- Maivogel (Euphydryas maturna)
- Mondvogel (Phalera bucephala)
- Nachtschwalbenschwanz (Ourapteryx sambucaria)
- Nonne (Lymantria monacha)
- Olivgrüner Bindenspanner (Chloroclysta siterata)
- Palpen-Zahnspinner (Pterostoma palpina)
- Pappel-Porzellanspinner (Pheosia tremula)
- Pappelschwärmer (Laothoe populi)
- Pappelspanner (Biston stratarius)
- Pappelspinner (Leucoma salicis)
- Rotes Ordensband (Catocala nupta)
- Rundflügel-Kätzcheneule (Orthosia cerasi)
- Schlehenspanner (Angerona prunaria)
- Schneespanner (Apocheima pilosaria)
- Schwammspinner (Lymantria dispar)
- Violett-Gelbeule (Xanthia togata)
- Zackeneule (Scoliopteryx libatrix)
- Zickzackspinner (Notodonta ziczac)

## Vorkommen

Verbreitung der Espe
Natürliche Verbreitung× Isolierte Populationen

Die Espe ist in Westasien, Nordafrika und Europa verbreitet. Lediglich aus Portugal, Südspanien und Sizilien wurden bisher keine Funde bekannt. Sie gilt als die in Europa am weitesten verbreitete, in Mitteleuropa als häufigste auftretende Pappelart. Neben ihr findet man noch zwei weitere Arten: die Schwarz-Pappel (Populus nigra) und die Silber-Pappel (Populus alba).
Aufgrund ihrer Lichtbedürftigkeit trifft man die Espe häufig auf Kahlschlagflächen an.
Die Espe gilt als Folgeart in Ginster- und Schlehengesellschaften und tritt an ihren Standorten häufig mit Salweiden, Weißbirken, Eichen und Besenginster vergesellschaftet auf.
Sie besiedelt lichte Wälder, Weg- und Waldränder,
Steinhalden und Hecken. Als Pionierbaumart gehören auch Brachflächen und Kahlschläge zu ihren regelmäßigen Wuchsorten. An die Bodenqualität stellt die Espe keine hohen Ansprüche. Sie gedeiht am besten auf lockeren, humusreichen, frischen bis feuchten, nährstoff- und basenreichen Sand-, Lehm- und Lößböden. Sie gedeiht auf kalkarmen und kalkreichen Standorten gleichermaßen gut. Als Lichtbaumart meidet sie zu schattige Wuchsplätze. Sie wächst oft zusammen mit Betula pendula oder Salix caprea in Pflanzengesellschaften des Verbands Sambuco-Salicion, aber auch in denen des Verbands Genistion pilosae oder der Ordnung Prunetalia.
In den Allgäuer Alpen steigt sie in Vorarlberg am Heuberg bei Mittelberg bis in eine Wuchshöhe von 1270 Metern auf.

## Nutzung

### Heilkunde
Im Mittelalter setzte man etwa den aus den Blättern der Zitterpappel gepressten Espensaft in der Heilkunde ein. Die Zitterpappel enthält Verbindungen von Salicylsäure. Deshalb soll sie schmerzstillend, entzündungshemmend und fiebersenkend wirken. Hierfür verwendet man die Rinde, die Laubblätter und die Triebspitzen.

### Ökonomisch
Pappelholz ist ein sehr beliebter Rohstoff. Verwendung findet das Holz besonders in preiswerten und leichten Sperrholzplatten, Tischtennisschlägern, Zahnstochern, Prothesen, Streichhölzern, im Saunabau und vielen anderen Produkten, an die keine hohen Anforderungen gestellt werden. Des Weiteren wird es zu Papier verarbeitet und findet als Biomasse zur Energieproduktion Verwendung. Als sogenanntes Thermoholz findet Espenholz Verwendung in der Herstellung von Dielenböden. Durch dieses Verfahren erreicht das Holz Resistenzklasse 1 nach DIN 350.
Pappelholz ist sehr leicht und weich. Es verfügt über keine große Festigkeit und nur über eine geringe Dauerhaftigkeit, schwindet nur wenig und verfügt trocken über ein gutes Stehvermögen. Es neigt nicht zum Reißen oder Werfen. Ferner lässt es sich leicht bearbeiten, verfügt über eine glatte, gleichmäßige Oberfläche und ist deshalb für Anwendungen im Innenbereich beliebt.
Die Espe wird in Mittel-, Ost- und Nordeuropa häufig als Forstbaum angepflanzt. Sie gilt als vortreffliches Pioniergehölz und wird als Vorwald, Füllholz und Hilfsbaumart eingesetzt. Da sich die nährstoffreiche Laubspreu der Espe leicht zersetzt, wird sie auch wegen ihrer bodenverbessernden Eigenschaften geschätzt. Nach Störungen vermag die bezüglich Klima anspruchslose Pionierbaumart schnell wieder eine breite Palette an Waldleistungen zu erbringen. Deshalb wird die Espe vermehrt in waldbauliche Überlegungen in Zusammenhang mit den zu erwartenden  Umweltveränderungen einbezogen.

## Bilder

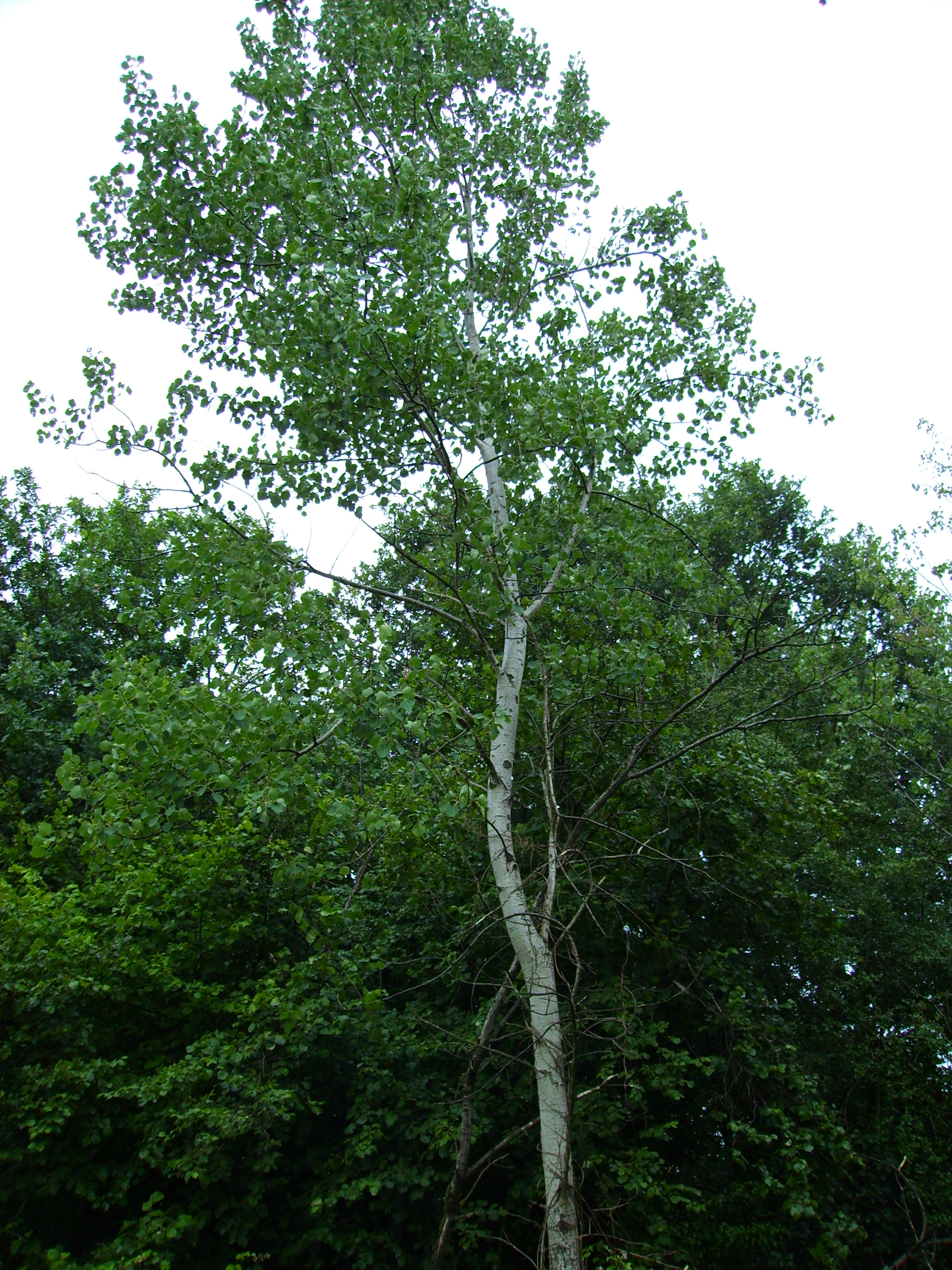
Habitus
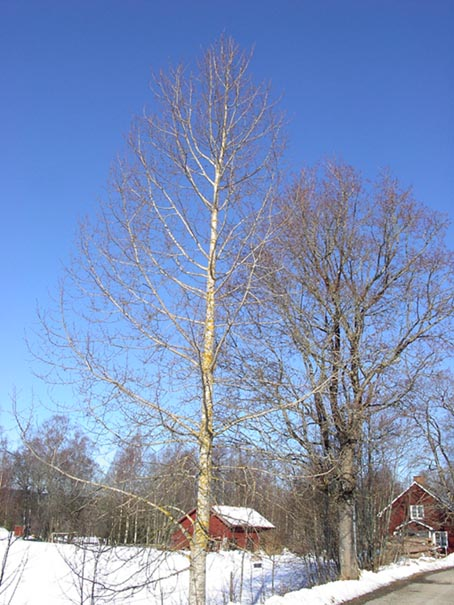
Die Espe im Winter
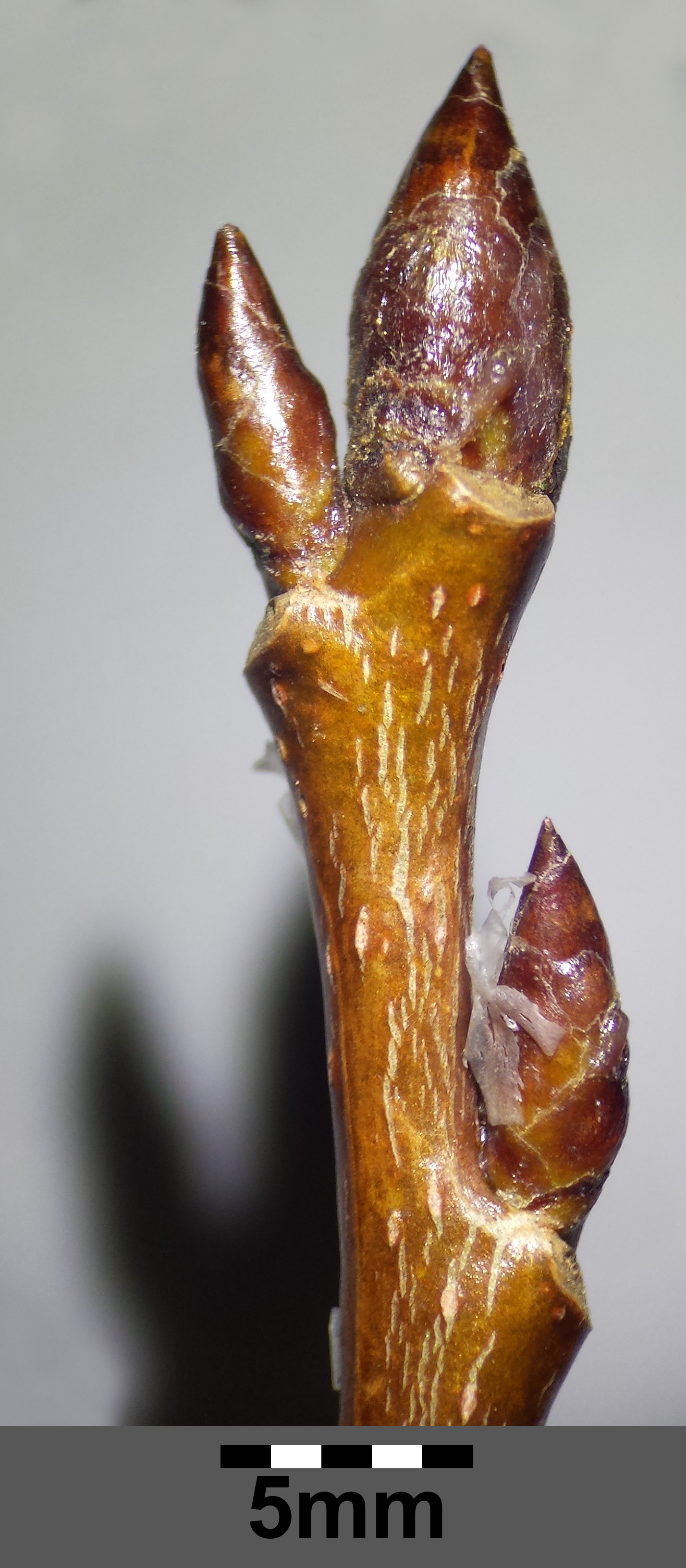
Winterknospen
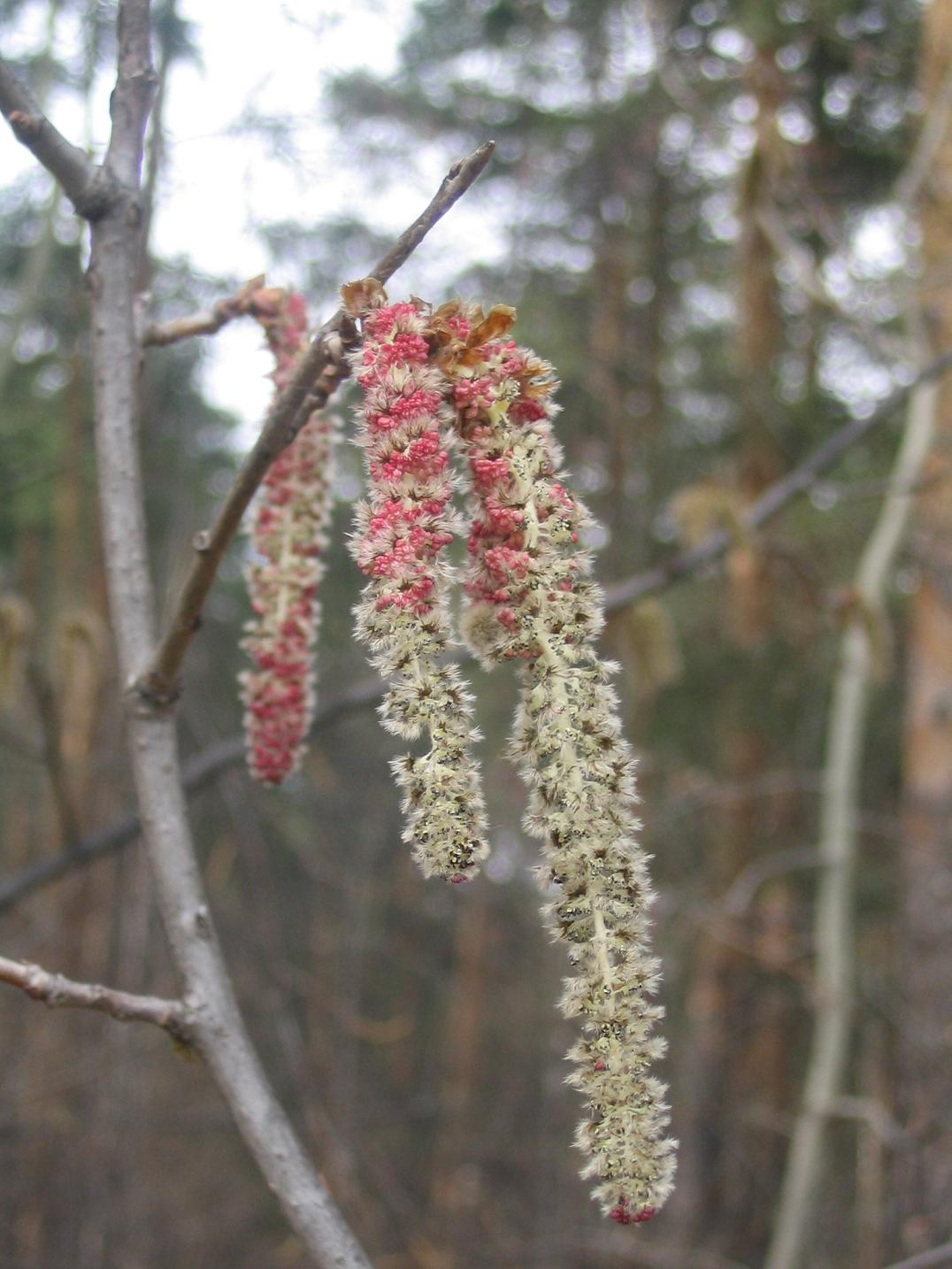
Männliche Kätzchen
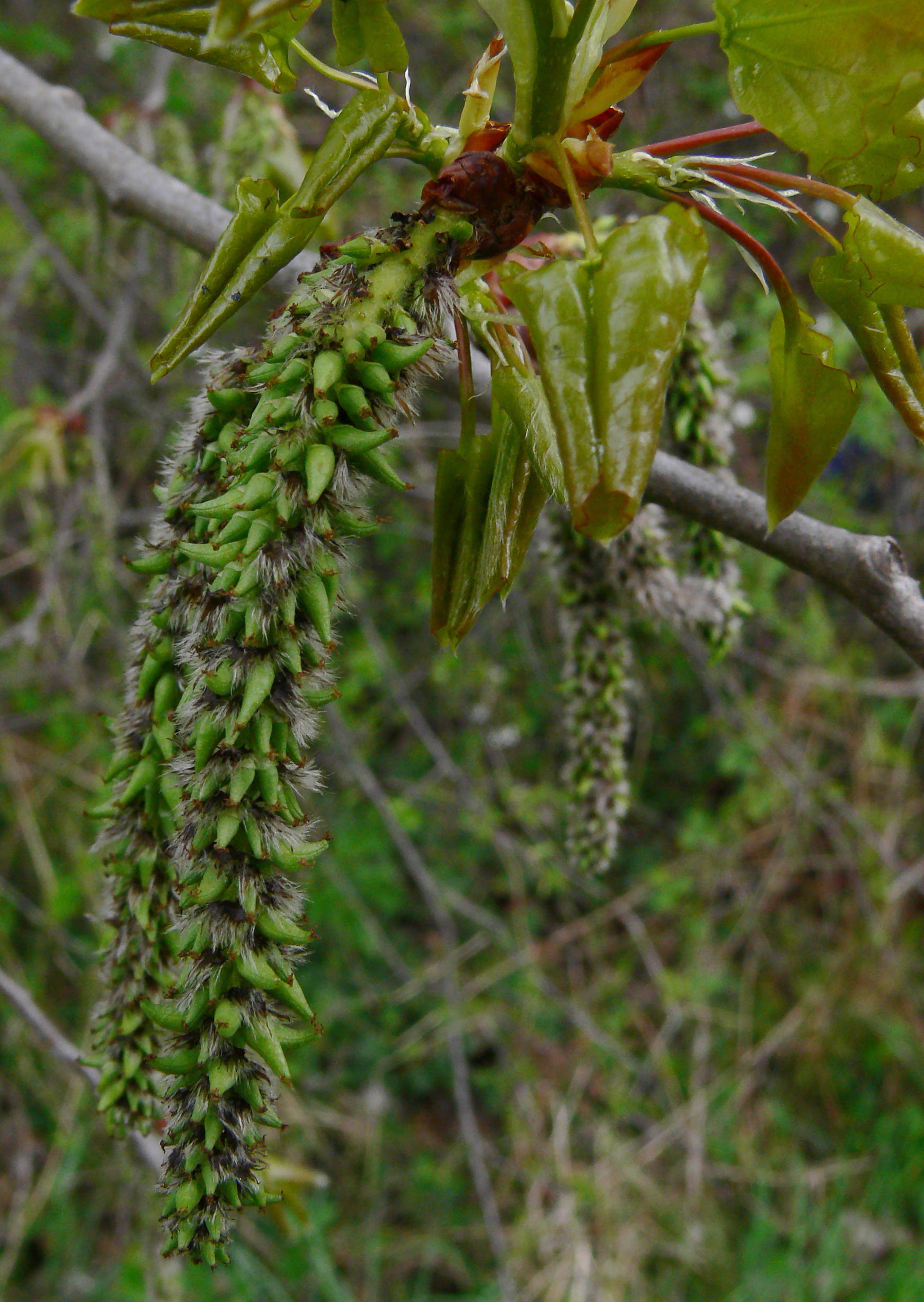
Weibliche Kätzchen
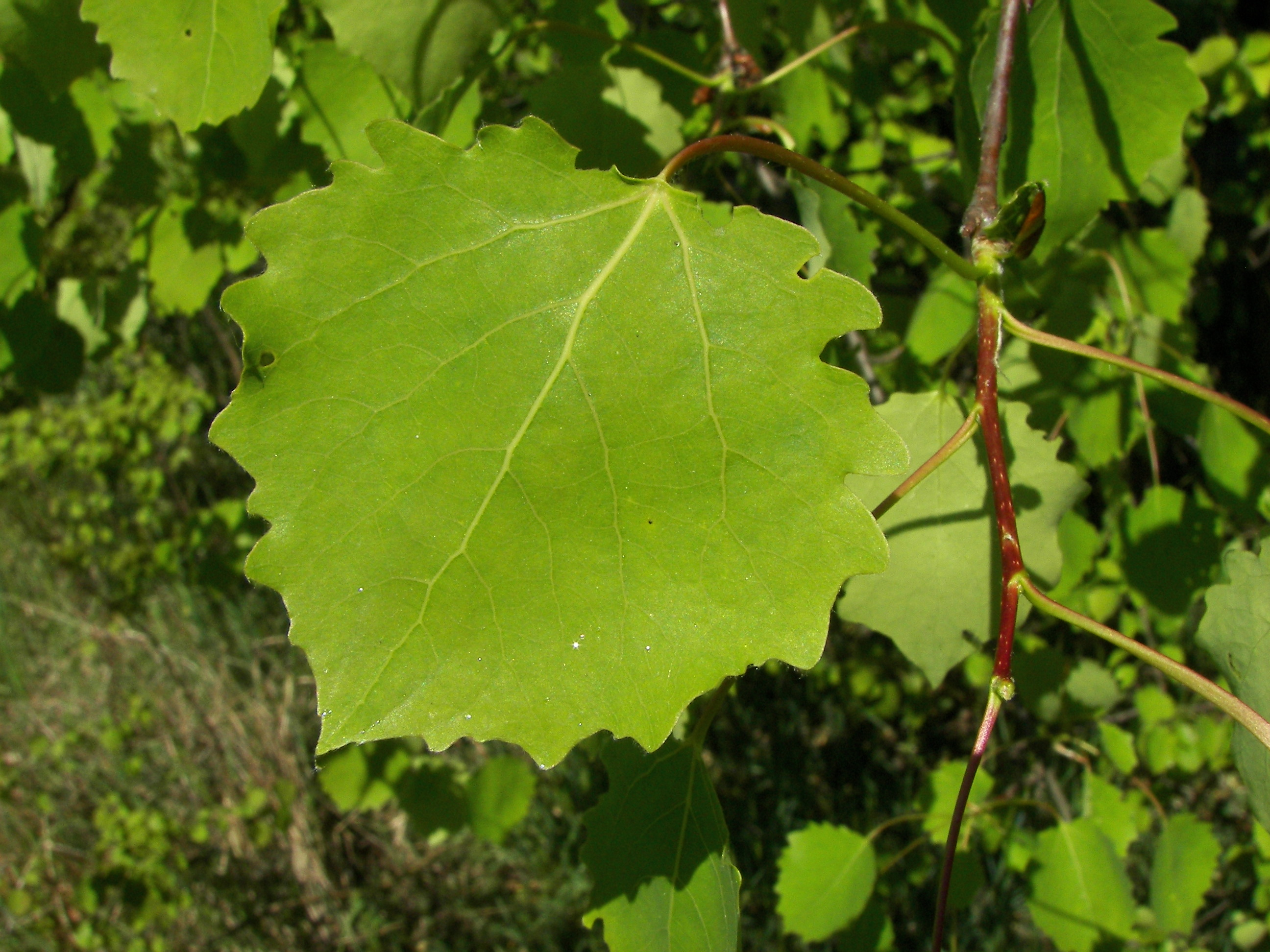
Laubblatt
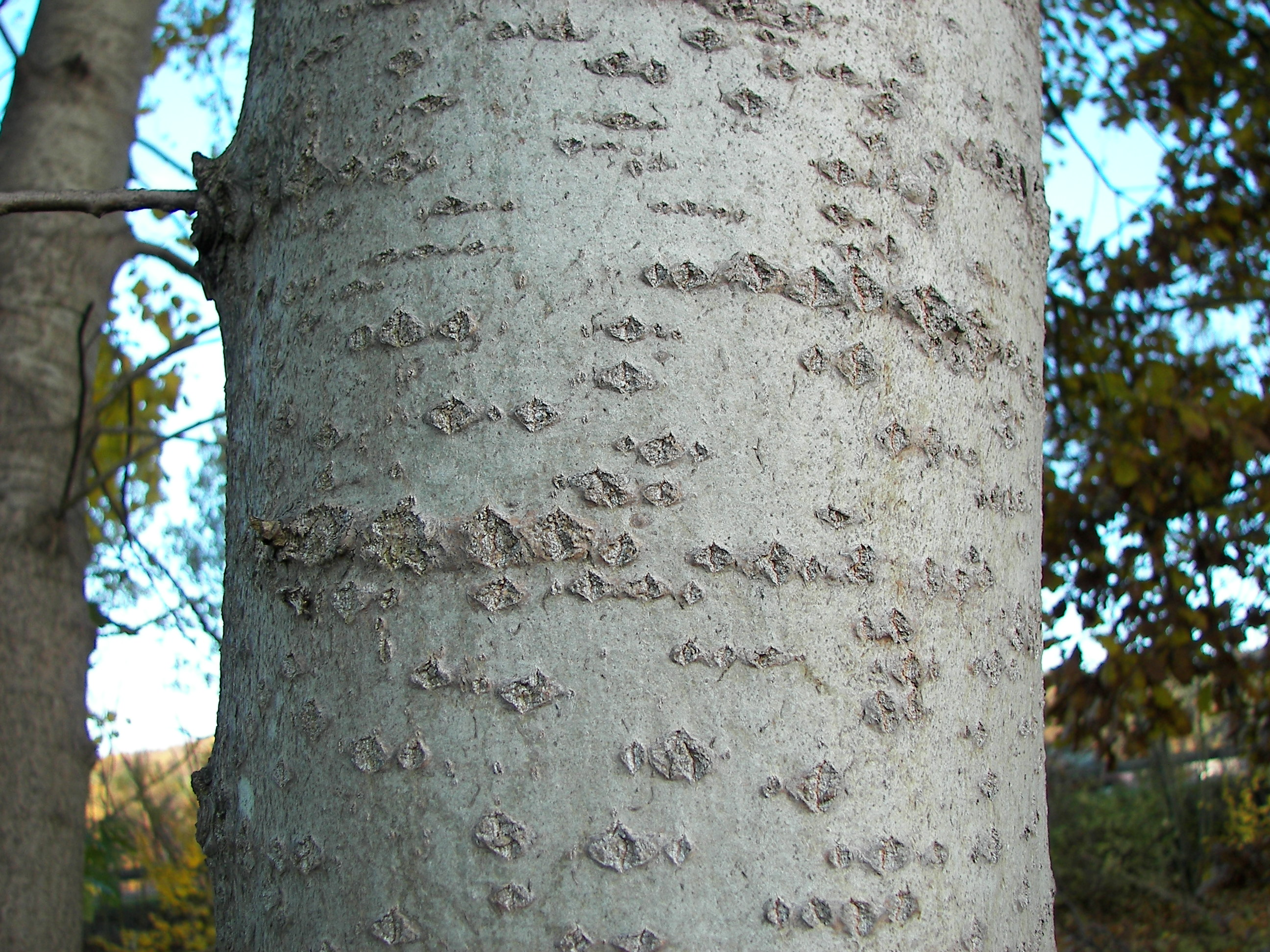
Rinde
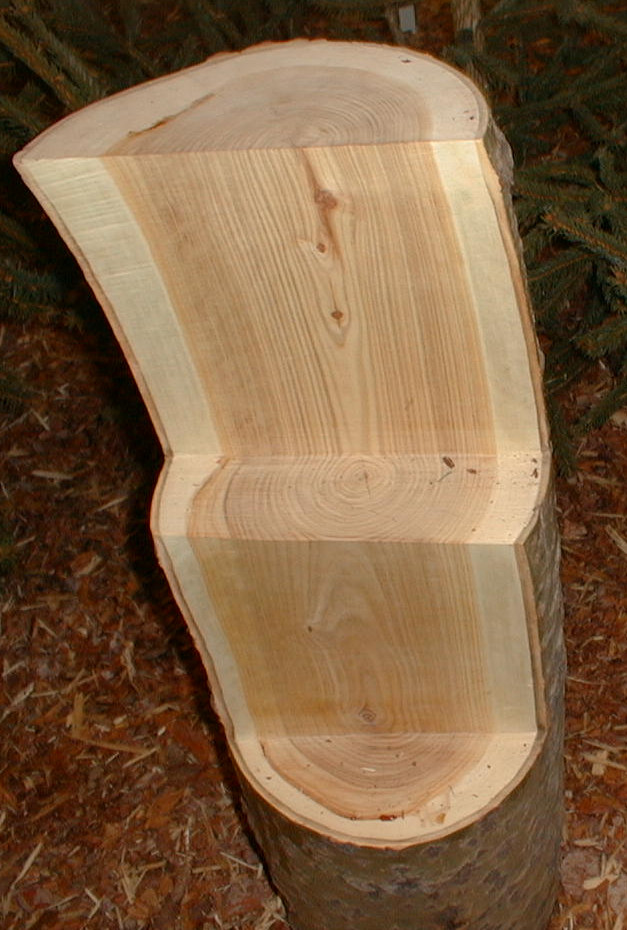
Holz